# Леонард Мартін
Леонард Мартін (англ. Leonard Martin, 24 листопада 1901 — 1968) — британський яхтсмен.
Олімпійський чемпіон 1936 року в класі 6 метрів.